# 里德菲爾德 (緬因州)
里德菲爾德（英語：Readfield）是一個位於美國緬因州肯納貝克縣的市鎮。

## 人口
根據2020年美國人口普查的數據，里德菲爾德的面積為80.16平方千米，當中陸地面積為75.52平方千米，而水域面積為4.64平方千米。當地共有人口2597人，而人口密度為每平方千米32人。